# Утенский деканат

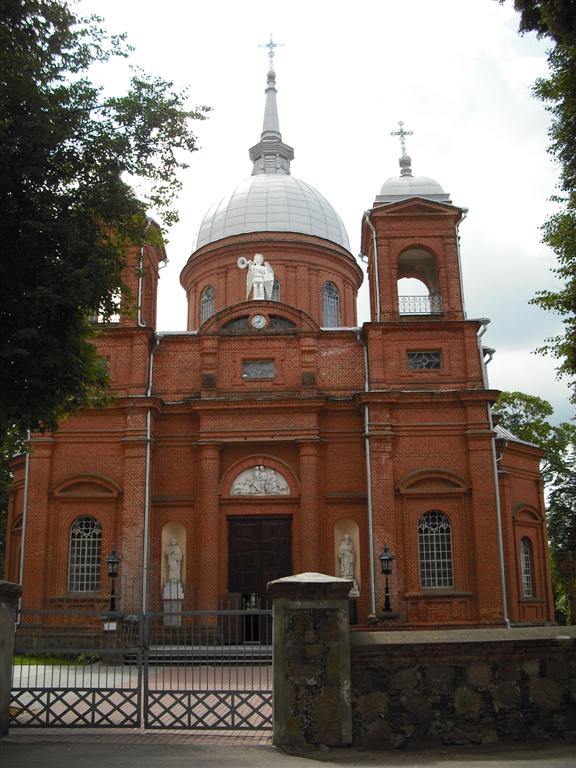
Церковь Вознесения Господня в Утене

Утенский декана́т (лит. Utenos dekanatas) — один из девяти деканатов епархии Паневежиса римско-католической церковной провинции Вильнюса. Объединяет приходы в пределах Утенского района Утенского уезда Литвы. В настоящее время в Утенский деканат входит двенадцать приходов. Головным храмом является, расположенная в Утене, церковь Вознесения Господня.
Должность окружного викария Утенского деканата занимает священник Юозапас Куодис (лит. Juozapas Kuodis).

## Приходы деканата
- Билякемский приход (лит. Biliakiemio Švč. M. Marijos Vardo parapija);
- Вижуонский приход (лит. Vyžuonų Šv. Jurgio parapija);
- Даугайгяйский приход (лит. Daugailių Šv. Antano Paduviečio parapija);
- Дауноряйский приход (лит. Daunorių Švč. Jėzaus Širdies parapija);
- Лялюнайский приход (лит. Leliūnų Šv. Juozapo parapija);
- Пакалняйский приход (лит. Pakalnių Švč. Trejybės parapija);
- Спитренайский приход (лит. Spitrėnų Švč. M. Marijos, Taikos Karalienės parapija);
- Судейкяйский приход (лит. Sudeikių Švč. M. Marijos parapija);
- Таурагнайский приход (лит. Tauragnų Šv. Jurgio parapija);
- Ужпаляйский приход (лит. Užpalių Švč. Trejybės parapija);
- Утенский приход Вознесения Господня (лит. Utenos Kristaus Žengimo į dangų parapija);
- Утенский приход Божественного Провидения (лит. Utenos Dievo Apvaizdos parapija);